# Остречинка
Остречи́нка — река в России, протекает по Подпорожскому району Ленинградской области.
Исток — озеро Рехкозеро восточнее посёлка Токари. Течёт на восток и впадает в водохранилище Ивинский разлив на Свири. Длина реки — 24 км.
В 12 км от устья, по левому берегу реки впадает река Сара.

## Данные водного реестра
По данным государственного водного реестра России относится к Балтийскому бассейновому округу, водохозяйственный участок реки — Свирь без бассейна Онежского озера, речной подбассейн реки — Свирь (включая реки бассейна Онежского озера). Относится к речному бассейну реки Нева (включая бассейны рек Онежского и Ладожского озера).
Код объекта в государственном водном реестре — 01040100712102000012035.